# Quisa
Il Quisa è un torrente  della provincia di Bergamo. 
Il Quisa nasce nel centro di Sorisole (nei pressi della palestra di via Papa Leone XIII) e confluisce dopo 13 km da sinistra nel Brembo a Ponte San Pietro. Lambisce i Colli di Bergamo, attraversando i comuni di Sorisole, Ponteranica, Bergamo, Almè, Paladina, Valbrembo, Mozzo e Ponte San Pietro.

## Percorso
Da Sorisole il Quisa scorre verso la località Petos restando a ovest dello spartiacque della Ramera con il Morla, da cui arriva a distare non più di 200 metri in località Fustina. A differenza del Morla, il Quisa si dirige quindi verso ovest restando a nord dei colli di Bergamo.
Dopo aver ricevuto gli affluenti di destra e i ruscelli dei roccoli da sinistra, presso il santuario di Sombreno (monte Gussa) il Quisa curva a sud, attraversa Paladina ed entra in Valbrembo, per fare quindi da confine tra Ponte San Pietro e Mozzo (Dorotina e Merena) e quindi tra il primo e Curno. Confluisce nel Brembo a sud di Ponte San Pietro, in località Isolotto, a sud del taglio della Roggia Masnada.

## Affluenti
- Porcarissa: nasce a 380 metri a monte di Azzonica e della Madonna del Campo. Confluisce nel Quisa al confine sud di Sorisole.[1]

- Bondaglio: nasce dal versante est del Monte Pissöl, a nord dei Morti della Calchera, a 680 metri. Scorre a ovest di Azzonica e confluisce nel Quisa a sud di Petosino.[1]

- Rigos: nasce a 620 metri dal versante ovest del Monte Pissöl a nord di Sant’Anna di Sorisole, che supera a ovest, e confluisce nel Quisa in località Brughiera.[1]

- Rino: nasce in territorio di Sorisole dalla falda a ovest del Monte Pissöl a 600 metri, vicinissimo alla sorgente del Rigos. Attraversa da nord-est a sud-ovest il territorio di Villa d'Almè, attraversando l’abitato di Almè, e confluisce nel Quisa a nord di Sombreno (Paladina).[1]

- Ruscelli dei Roccoli: gli unici affluenti di sinistra del Quisa sono dei piccoli rivoli d’acqua che scendono dai colli dei Roccoli tra San Vigilio e Sombreno (colli di Bergamo) e confluiscono nel Quisa nella Piana del Grès o della Valmarina (Petosino).[1]